# Oclusiva velo-labial nasal sonora
La oclusiva velo-labial nasal sonora es un tipo de sonido consonántico, utilizado en algunas lenguas habladas. El símbolo en el alfabeto fonético internacional que representa este sonido es ⟨ŋ͡m⟩.
La oclusiva velo-labial nasal sonora se encuentra en África occidental y central y en el este de Nueva Guinea.

## Aparición en distintas lenguas
Vietnamita: đúng [ɗʊŋ͡m] correcto

## Variante redondeada
Algunas lenguas, especialmente en Vanuatu, combinan esta oclusiva velo-labial nasal sorda con una liberación labial-velar aproximada, por lo tanto [ŋ͡mʷ].
En las lenguas de las Islas Banks que lo tienen, el fonema [ŋ͡mʷ] se escribe ⟨m̄⟩ en ortografías locales, usando un macrón en el correspondiente bilabial. En otros idiomas de Vanuatu más al sur (como el Efate del Sur, o Lenakel), el mismo segmento se deletrea ⟨m⟩ con un tilde de la combinación.

### Aparición en los idiomas que contienen esta variedad
Dorig: m̄sar [ŋ͡mʷsar] pobre
Lakon: um̄ä [uŋ͡mʷæ] casa
Lenakel: noanəm̃ɨk [noanəŋ͡mʷɨk] yema de huevo
Mwesen: tam̃sar [taŋ͡mʷsar] persona
- Datos: Q2470874